# Hyannis Port

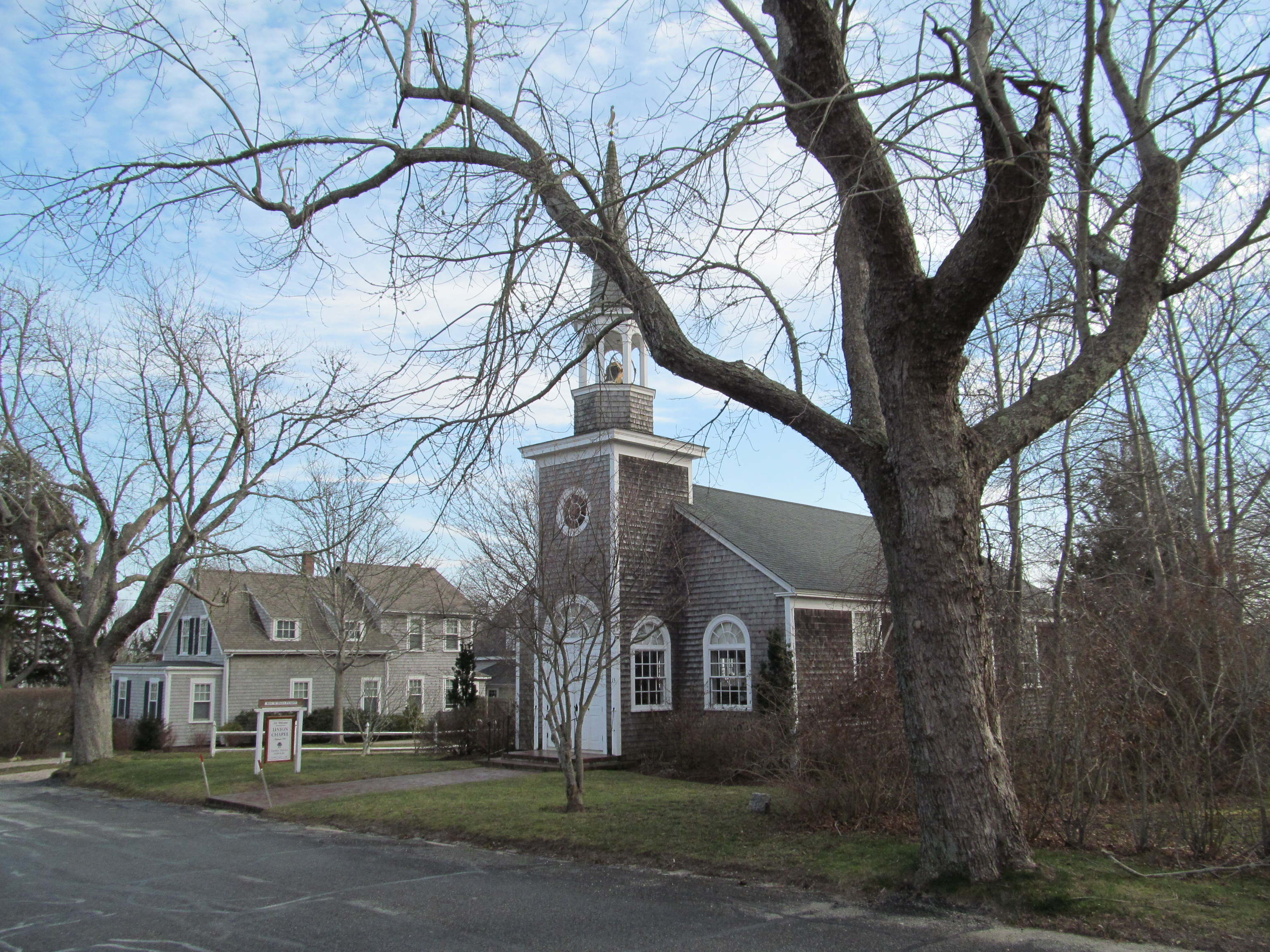

Hyannis Port é uma pequena vila residencial e uma afluente comunidade de Hyannis Harbor a 1.400 milhas do sul-sudoeste de Hyannis, no estado norte-americano de Massachusetts. Localização central: 41° 37′ 56″ N, 70° 18′ 11″ O. Ela tem um pequeno Serviço Postal dos Estados Unidos (CEP 02647) ao lado de uma loja de loja de conveniência, The News Shop e Gallery.
É o local onde se situa a mansão de verão Composto Kennedy da Família Kennedy, e está incluído no Registro Nacional de Lugares Históricos. Ela tem um dos campos de golfe do premier em Cape Cod, o Clube Hyannisport, e é também a casa do West Beach Club e do Yacht Club de Hyannis Port.
Hyannis Port foi a vila da casa do senador Edward Kennedy.
De acordo com o senso demográfico dos Estados Unidos de 2000 do dia 1 de abril, havia 193 unidades habitacionais, com uma população residente de 115 pessoas habitantes das 46 unidades habitacionais. Havia 147 unidades habitacionais vagas (76%), sendo que 144 dos quais eram de uso sazonal, recreativo ou ocasional. Com base no tamanho da família média de 2970 pessoas, a população de verão é de pelo menos 573.
Em agosto de 2012, durante os meses de verão dos Estados Unidos e Hemisfério Norte, a cantora e compositora estadunidense Taylor Swift, comprou um imóvel de mansão de verão na cidade, próximo da residência oficial da Família Kennedy, por avaliados US$ 4,9 milhões de dólares na época. Nesse verão, a cantora estava em um relacionamento com Conor Kennedy, um sobrinho-neto de John F. Kennedy, o 35º Presidente dos Estados Unidos. Poucos meses após o término do relacionamento, o imóvel foi colocado a venda por Swift apenas poucos meses após a aquisição oficial, sendo vendido por avaliados US$ 5,7 milhões de dólares na época, ganhando mais de um milhão de dólares líquidos de lucro. Após a venda da mansão em Hyannis Port, ainda em 2012, Swift adquiriu um novo imóvel de verão, dessa na calma vila de Watch Hill no Rhode Island, no braço contrário ao luxuoso e badalado Hamptons.